# Ascampbelliellidae
Famille
Les Ascampbelliellidae sont une famille de Ciliés de la classe des Oligotrichea et de l’ordre des Choreotrichida.

## Étymologie
Le nom de la famille vient du genre type Ascampbelliella, construit avec les deux initiales des prénoms, accolées au nom de famille du Dr A. S. Campbell, et du suffixe latin -ella, petite (la lettre « i » a sans doute été insérée pour l'euphonie). La publication orignale précise : 

« Le nouveau nom générique est proposé, avec l'autorisation explicite via une communication personnelle, en l'honneur du Dr A. S. Campbell, autorité bien connue sur la bionomique et la systématique du Tintinnida. »

## Description
Les espèces de cette famille se présentent comme des organismes dont les parties molles sont protégées par une loge (lorica). « Leur taxonomie est entièrement fondée sur cette lorica et même si ce n'est peut-être pas l'idéal — d'après deux auteurs précédents Fauré-Fremiet (1924) et Hofker (1931) ― c'est actuellement (1969) la seule méthode praticable ».
L'espèce Ascampbelliella lorica est en forme de « très petits bols tubulaires ou en forme de coupe. La région circummorale (région autour ou encerclant la bouche) comporte toujours deux rebords, un col intérieur et une lèvre évasée. Le bord extérieur parfois répété, ne comporte pas de dents ».

## Distribution
Cette famille est composée d'espèces qui appartiennent principalement au planton marin.

## Liste des genres
Selon GBIF (27 septembre 2022) :
- Acanthostomella Jörgensen, 1927
- Ascampbelliella Corliss, 1960
- Niemarshallia Corliss, 1960

## Systématique
Le nom correct de ce taxon est Ascampbelliellidae Corliss, 1960.

## Publication originale
- (en) Corliss J.O. 1960. « The problems of homonyms among generic names of ciliated Protozoa, with proposal of several new names ». J. Protozool.  (ISSN 0917-4427 et 2434-7027), 7:269-278.